# Rudolf Sirge
Rudolf Sirge (30. Dezember 1904 in Tartu – 24. August 1970, zwischen Paunküla und Tallinn) war ein estnischer Schriftsteller.

## Leben
Rudolf Sirge kam 1904 als Sohn eines Sägewerkarbeiters zur Welt und verbrachte seine Kindheit an verschiedenen Orten in Südestland. Der Bildungsweg verlief stockend. Nach vier Jahren Grundschule gelang ihm erst im zweiten Anlauf 1921 die Aufnahme ins Lehrerseminar in Tartu, das er jedoch nach zweieinhalb Jahren ohne Abschluss wieder verließ. Sirge schlug sich danach einige Jahre an verschiedenen Orten als Gelegenheitsarbeiter durch und nahm 1926 in Tartu eine Stellung als Laufbursche bei einem Verlag an. Dort holte er 1928 auf dem Abendgymnasium sein Abitur nach und immatrikulierte sich anschließend an der wirtschaftlichen Fakultät der Universität Tartu. Allerdings blieb er nur ein Semester an der Universität, und wirklich studiert hat er nicht.
In den folgenden Jahren war Sirge als Verlagsmitarbeiter und Reporter tätig und unternahm auch mehrere Reisen. 1932 wollte er sogar eine Weltumseglung machen, die aber schon im folgenden Jahr an der westafrikanischen Küste abgebrochen wurde. Von 1937 bis 1940 war er Pressereferent im estnischen Außenministerium. Nach der Sowjetisierung Estlands im Juni 1940 wurde er von den neuen Machthabern zum Direktor der Estnischen Telegrafenagentur ernannt. Nach Hitlers Überfall auf die Sowjetunion und der Besetzung Estlands im Sommer 1941 wurde Sirge von den Deutschen für acht Monate inhaftiert. Danach konnte er zurückgezogen auf dem Lande das Kriegsende abwarten. Ab 1946 arbeitete er mit Unterbrechungen bei der Literaturzeitschrift Looming und dem Estnischen Schriftstellerverband. Rudolf Sirge starb 1970 im Krankenwagen auf dem Weg von Paunküla nach Tallinn.

## Werk
Sirge debütierte 1925 mit Erzählungen für Kinder in einer Zeitschrift und 1926 mit einer Erzählung im Postimees. Seine ersten Bücher erschienen 1927, zwei Kurzgeschichtensammlungen, die gesellschaftskritisches, soziales Engagement bezeugen und auch naturalistische Elemente vorweisen. Seinen ersten großen Erfolg erzielte er mit dem monumentalen Roman Frieden! Brot! Land!, der 1929 beim Romanwettbewerb des Loodus-Verlags den zweiten Preis erhielt und danach in zwei Bänden publiziert wurde. In diesem groß angelegten Panorama wird die Oktoberrevolution von 1917 aus dem Blickwinkel des Tartuer Vorstadtmilieus beschrieben. Sirge beschreibt anklagend und naturalistisch die Zustände in der Stadt und im Zarenreich überhaupt, wo vor allem der Hunger, nicht unbedingt irgendeine Ideologie, die Arbeiterschaft zur Revolution trieb.
Der nächste Roman ist nicht losgelöst zu sehen von den Ereignissen in Deutschland 1933. Sirge war in jenem Jahr nach dem Abbruch seiner Weltreise über Deutschland nach Estland zurückgekehrt und hatte dort den sich festigenden Nationalsozialismus gesehen. Nicht viel später bemerkte er vergleichbare Tendenzen bei der deutschen Minderheit in Estland, wie er in einem unpublizierten Memoirenfragment festhält: „Ja, die Situation war so, dass die Nazis in unserem Lande öffentlich ihre „Sommerlager“ organisierten, wobei die hauptsächlichen Teilnehmer die Sprösse der ehemaligen baltischen Barone und andere faschistisch angehauchte deutsche Elemente waren, die unverhohlen grölten, dass man den „Ostraum“ mit ihrer Rasse füllen müsse. Schlimmer noch: Von den Deutschen wurde auch Land aufgekauft [natürlich mit Geldern der großdeutschen Auslandshilfe!], so dass in vielen Gemeinden erneut Großgüter von vielen Hundert Hektar Umfang entstanden... Die halbfaschistische Regierung von Päts schaute über all das hinweg. In Kenntnis der Haltung meines Volkes und wissend, dass auch das liberale Bürgertum mich in dieser Sache unterstützte, ließ ich den Roman drucken.“ Der Roman erhielt den Titel Schwarzer Sommer und behandelte die deutsche Okkupation Estlands am Ende des Ersten Weltkriegs. Dieser Sommer 1918 wurde in Estland, das sich am 24. Februar 1918 für unabhängig erklärt hatte, ausgesprochen negativ erfahren. Da Sirge nun vergleichbare Tendenzen aufkommen sah, wollte er mit diesem Roman davor warnen, indem er diese unrühmliche deutsche Besetzung thematisierte. Hiermit traf er einen empfindlichen Nerv bei vielen Deutschen in Estland, die sich an höchster Stelle beschwerten und die Absetzung der Bühnenfassung erwirkten. In Deutschland selbst wurde sogar eine „dienstliche Übersetzung“ erstellt (siehe unten), während die estnische Kritik den Roman recht wohlwollend aufnahm.
Der sicherlich wichtigste Roman von Rudolf Sirge erschien jedoch erst in der Sowjetzeit. 1956 kam, zunächst über sechs Nummern von Looming verteilt und danach gleich als Buch, das umfangreiche Geschichtsgemälde Land und Volk heraus, das die Ereignisse auf dem flachen Lande im ersten Jahr der Sowjetregierung beschreibt, also 1940/1941. Diese Zeit konnte bislang nur im eindeutig ausgerichteten sozialistischen Jubelstil behandelt werden, aber Sirge tat das Gegenteil. Er beschrieb die Dinge, wie sie wirklich waren, und erfasste die Stimmungen und Ereignisse auf dem Land treffend. Dabei kamen zum Beispiel auch die Waldbrüder oder die sowjetischen Deportationen vom Juni 1941 zur Sprache. Die Sympathie des Autors ist eindeutig auf der Seite der Bauern, nicht auf der Seite der Sowjetmacht. Ganz abgesehen davon ist der Roman auch spannend und vielschichtig, was seinen großen Erfolg beim Lesepublikum erklärt – nicht nur in Estland, sondern auch im Exil: „Ob der Roman nun in Estland oder Schweden gelesen wurde, in beiden Fällen war klar, dass es nicht um eine Rechtfertigung, sondern um eine Verurteilung der Deportationen ging.“ schreibt der estnische Literaturwissenschaftler Ülo Tonts dazu. Auf offizieller Seite gab es Diskussionen im Schriftstellerverband, die der Publikation vorausgegangen waren, sowie ein Verbot einer Theaterversion, und die Verleihung des Leninpreises wurde in letzter Minute verhindert. Das änderte aber nichts an dem Erfolg und der Bedeutung von Sirges Roman. Land und Volk „führte die estnische Prosa, sollte sie sich jemals im Würgegriff des Sozialistischen Realismus befunden haben, wieder hinaus in freieres Fahrwasser.“ Der Roman ist auch auf Finnisch (1961), Lettisch (1970), Russisch (1956) und Ukrainisch (1973) erschienen.

## Bücher

### Romane
- Rahu! Leiba! Maad! ('Frieden! Brot! Land!', Tartu: Loodus 1929. 781 S.)
- Must suvi ('Der schwarze Sommer', Tartu: Noor-Eesti Kirjastus 1936. 217 S.)
- Häbi südames ('Scham im Herzen', Tartu: Eesti Kirjastuse Kooperatiiv 1938. 398 S.)
- Maa ja rahvas ('Land und Volk', Tallinn: Eesti Riiklik Kirjastus 1956. 636 S.; 2. Aufl. 1959, 3. Aufl. 1965, 4. Aufl. 1976)
- Häbi südames ('Scham im Herzen', bearbeitete Version, Tallinn: Eesti Riiklik Kirjastus 1959. 287 S.)
- Tulukesed luhal ('Flämmchen auf der Aue', bearbeitete Version von 'Frieden! Brot! Land!', Tallinn: Eesti Riiklik Kirjastus 1961. 639 S.)
- Kolmekesi lauas ('Zu dritt am Tisch', Tallinn: Eesti Raamat 1970. 152 S.)

### Kurzprosasammlungen
- Võõras võim ('Die fremde Macht', Tartu: Sõnavara 1927. 94 S.)
- Maanteel ('Auf der Landstraße', Tartu: Sõnavara 1927. 167 S.)
- Väikesed soovid ('Kleine Wünsche', Erzählungen, Tartu: Noor-Eesti Kirjastus 1935. 191 S.)
- Luhtunud lennud ('Die misslungenen Flüge', Tartu: Eesti Kirjastuse Kooperatiiv 1937. 205 S.)
- Algava päeva eel ('Vor dem beginnenden Tag', Tallinn: Ilukirjandus ja Kunst 1947. 312 S.)
- Ühise töö rütmis ('Im Rhythmus der gemeinsamen Arbeit', Tallinn: Eesti Riiklik Kirjastus 1951. 253 S.)
- Kutsuv rada ('Der rufende Weg', Tallinn: Eesti Riiklik Kirjastus 1954. 491 S.)
- Tuultest sasitud ('Vom Winde zerzaust', Tallinn: Eesti Raamat 1965. 255 S.)

### Schauspiele
- Äri huvides ('Im Interesse des Geschäfts', Tallinn: Autorikaitse Ühing 1936. 44 S.)
- Must suvi ('Der schwarze Sommer', Tallinn: Autorikaitse Ühing 1937. 151 S.)

### Feuilletons, Reisereportagen u.ä.
- (gemeinsam mit Aleksander Antson) Tänapäeva Venemaa ('Das heutige Russland', Tartu: Noor-Eesti 1930. 231 S.)
- Józef Pilsudski. Uue Poola looja. ('J.P., der Schöpfer des neuen Polen', Tartu: Eesti Kirjanduse Selts 1937. 159 S.)
- Väike, aga tubli ('Klein, aber tüchtig', Kinderbuch, Tallinn: Ilukirjandus ja Kunst 1949. 85 S.)
- Mitmest kaarest ('Aus vielen Richtungen', Reisereportagen. Tallinn: Eesti Riiklik Kirjastus 1964. 334 S.)
- Meretaguste juures ('In Übersee', Reisereportagen. Tallinn: Eesti Raamat 1968. 228 S.)

## Auszeichnungen
- Verdienter Schriftsteller der Estnischen SSR 1957
- Eduard-Vilde-Preis 1965

## Rezeption in Deutschland

### „Dienstübersetzung“
Der Roman Der schwarze Sommer stieß im Preußischen Geheimen Staatsarchiv in Berlin, wo man die Presse der Staaten, in denen deutsche Minderheiten wohnten, intensiv verfolgte, auf Interesse. Ein Königsberger Korrespondent hatte von dem „Vorfall“, d. h. von dem Wirbel um den Roman, nach Berlin berichtet, indem er Presseauszüge übersetzt hatte. Als im Mai 1937 die Bühnenfassung herauskam und alsbald auf Betreiben der Deutschen, in dessen Theater die Aufführungen stattfanden, wieder abgesetzt wurde, wurde man noch neugieriger. Die Pressestelle des Preußischen Geheimen Staatsarchivs gab eine Übersetzung des fraglichen Romans in Auftrag. Sie wurde auch angefertigt, aber „nur für den Dienstgebrauch“ (!). Als Literaturrezeption kann der Vorgang daher schwerlich bewertet werden, da eben tatsächlich nur ein paar Beamte den Text gelesen haben werden. Andererseits ist behördliches Interesse natürlich auch eine besondere Form der Rezeption. Die Verbreitung des Manuskripts war sehr gering, aber heute sind immerhin noch einige Exemplare nachgewiesen (Berlin, Göttingen, Kiel, Marburg, Münster).
Die Publikation hatte lediglich eine politische Intention und sollte den Nazibeamten zeigen, dass die Kultur in Estland gefährliche antideutsche Tendenzen aufweise. Der Text ist sehr stark, auf weniger als 60 Prozent des ursprünglichen Umfangs, gekürzt und alles schmückende Beiwerk ist fortgelassen. Der folgende Ausschnitt aus dem Vorwort verdeutlicht das Anliegen der Publikationsstelle: „Man würde fehlgehen, den Inhalt des Romans „Must Suvi“ nur als Geistesprodukt eines Aussenseiters anzusehen. Man muss die Einstellung gewisser politischer Kreise Estlands näher betrachten, um das Auftauchen einer solchen Hetzschrift zu verstehen. Die amtlichen Stellen und die estnische Presse haben den Roman wärmstens begrüsst und können es auch nicht anders, da sie durch ihr Verhalten in erster Linie das Erscheinen eines solchen Buches bedingt haben. – Sie stehen heute sowohl dem neuen Deutschland als auch Sowjetrussland gegenüber ablehnend. Im Volk macht sich dagegen ein wachsendes Interesse für Deutschland bemerkbar infolge der steten deutschen Aufbauarbeit, die auch von der estnischen Presse nicht völlig verschwiegen werden kann. Man weiss bereits, dass man mit den angeblichen Schreckworten „Faschist“ und „Nazi“ heute im Volk vielleicht eher Bewunderung als Abscheu erreichen würde. Und daher versuchen gewisse Stellen mit der alten Kampfparole „Der deutsche Baron ist wieder da“ oder „Drang nach dem Osten“ ihrer Zielsetzung nachzugehen. Der Autor hat nun diese beiden Parolen in dem Roman sich auswirken lassen.“

### Andere Übersetzungen
Weitere deutsche Übersetzungen von Rudolf Sirge sind nur in Anthologien bzw. Zeitschriften erschienen:
- Das Log [estn. Orig.: Logi]. Übersetzung aus dem Russischen von Alfred Edgar Thoss, in: Aus dem Buch des Lebens. Ukrainische und estnische Novellen. Auswahl und Einleitung Erich Müller. Berlin: Verlag Kultur und Fortschritt 1951, S. 177–201.
- Das Gras von Savimäe [estn. Orig.: Kodumuru]. Übersetzung aus dem Russischen von Erich Einhorn, in: Sowjetliteratur 10/1968, S. 100–117.
- Krüppelkiefern [estn. Orig.: Rabamännid]. Übersetzung aus dem Estnischen von Alexander Baer, in: Der letzte Strandräuber. Estnische Erzählungen aus sieben Jahrzehnten. Ausgewählt von Alexander Baer, Welta Ehlert, Nikolai Sillat. Berlin: Verlag Volk und Welt 1975, S. 255–293.
- Kurs Nordost [estn. Orig.: Logi]. Übersetzung aus dem Estnischen von Aivo Kaidja, in: Estnische Novellen. Ausgewählt von Endel Sõgel. Tallinn: Perioodika 1979, S. 159–190.
- Der Rasen daheim [estn. Orig.: Kodumuru]. Übersetzung aus dem Estnischen von Helga Viira, in: Der gütige Beschützer der Schiffersleut'. Estnische Kurzprosa aus vier Jahrzehnten. Ausgewählt von August Eelmäe. Tallinn: Perioodika 1984, S. 23–47.